# Torre Lance de las Cañas
La Torre Lance de las Cañas es una torre almenara situada en la costa oriental del municipio de Marbella, en la provincia de Málaga, Andalucía, España.
La torre se encuentra en la playa de las Cañas, cerca de la desembocadura del arroyo de las Cañas, del cual recibe su nombre. Forma parte de la línea de fortificación costera del litoral mediterráneo andaluz.
Está construida en mampostería y ladrillo y tiene forma de pezuña o herradura, es decir, de medio círculo prolongado con dos espolones oblicuos u hornabeques en el dorso. Tiene una altura de 11 metros y un perímetro de más de 53. Fue construida en la segunda mitad del siglo XVIII, en época de Carlos III.